# Teinobasis nigra
Teinobasis nigra är en trollsländeart som beskrevs av Campion in Cmp och Ldl 1928. Teinobasis nigra ingår i släktet Teinobasis och familjen dammflicksländor. Inga underarter finns listade i Catalogue of Life.